# Le Médium (film)
Pour plus de détails, voir Fiche technique et Distribution.
Le Médium est une comédie romantique franco-suisse réalisée par Emmanuel Laskar et sorti en 2023,.

## Fiche technique
- Titre : Le Médium
- Réalisation : Emmanuel Laskar
- Scénario : Emmanuel Laskar, Antoine Barraud et Raphaëlle Valbrune-Desplechin
- Photographie : Margot Besson
- Son : Xavier Lavorel
- Montage : Lila Desiles
- Costumes : Julie Miel
- Décors : Laure Satgé
- Production : Justin Taurand
- Sociétés de production : Les Films du Bélier et Alina Films
- Société de distribution : Ad Vitam Distribution
- Pays de production :  France et  Suisse
- Langue originale : français
- Genre : Comédie romantique
- Durée : 80 minutes
- Dates de sortie :
  - France : 
    - 1er septembre 2023
    - 10 juillet 2024

  - Suisse : 18 janvier 2024

## Distribution
- Emmanuel Laskar : Michael Monge
- Louise Bourgoin : Alicia
- Noémie Lvovsky : Barbara
- Maud Wyler : Myriam
- Alexandre Steiger : Christian
- Maxence Tual : le prêtre
- Christophe Paou : Lorenzo

## Production
Pour son premier long métrage, Emmanuel Laskar tourne chez lui dans le Var, entre autres à Bormes-les-Mimosas, Bandol, Collobrières et Toulon.